# Уилсон, Лидия
Лидия Уилсон (англ. Lydia Wilson; род. 1984) — английская актриса. 

## Ранняя жизнь
Родилась и выросла в Квинс-парке в Килберне, воспитывалась матерью-американкой и отцом-англичанином.
По словам актрисы, страсть к театру у неё от бабушки и дедушки, которые тоже были актёрами. 
После окончания базового курса Колледжа искусств в Челси (Лондонский университет искусств), Уилсон некоторое время посвятила изучению английского языка и литературы в Куинз-колледже в Кембридже. Затем стажировалась в Королевской академии драматического искусства.

## Карьера
По окончании в 2009 году Академии драматического искусства, выступила в нескольких театральных постановках, снимается в кино и телесериалах.
Роль Кейт в спектакле Шона Холмса «Взорванные», постановке дебютной пьесы Сары Кейн  в «некоммерческом» «Лирик-Хаммерсмите» (2010 год), принесла актрисе Премию Оливье-2011 (категория «Выдающееся достижение в партнёрском театре»).
В 2010 году приняла участие в съёмках фильма Марка Романека «Не отпускай меня», экранизации одноимённого романа  Кадзуо Исигуро.
В 2019 году сыграла подругу главной героини телесериала «Пиарщица».

## Фильмография
| Год       |     | Русское название          | Оригинальное название           | Роль                   |
| --------- | --- | ------------------------- | ------------------------------- | ---------------------- |
| 2007      | кор |                           | Dogdom                          |                        |
| 2010      | ф   | Не отпускай меня          | Never Let Me Go                 | Ханна                  |
| 2010      | с   |                           | Pete Versus Life                | Рэйчел                 |
| 2010      | с   | Убийства в Мидсомере      | Midsomer Murders                | Зоя Сток               |
| 2010      | с   | Сердце всякого человека   | Any Human Heart                 | Monday                 |
| 2011      | с   | Южный Райдинг             | South Riding                    | Мюриэль Карне          |
| 2011      | с   | Багровый лепесток и белый | The Crimson Petal and the White | Элизабет               |
| 2011      | с   | Чёрное зеркало            | Black Mirror                    | принцесса Сюзанна      |
| 2012      | с   | Дирк Джентли              | Dirk Gently                     | Джейн                  |
| 2012      | тф  | Как стать леди            | The Making of a Lady            | Эмили Фокс Сетон       |
| 2013      | ф   | Бойфренд из будущего      | About Time                      | Кит Кат                |
| 2013      | с   | Плохие                    | Misfits                         | Лаура                  |
| 2013      | кор |                           | Columbite Tantalite             | Анна                   |
| 2013      | кор | Грядущее                  | Hereafter                       | Катчер                 |
| 2014—2016 | с   | Улица потрошителя         | Ripper Street                   | Мими Мортон            |
| 2016      | ф   |                           | Love Is Thicker Than Water      | Вида                   |
| 2016      | ф   | Стартрек: Бесконечность   | Star Trek Beyond                | Калара/Джессика Вольфф |
| 2018      | с   | Реквием                   | Requiem                         | Матильда               |
| 2018      | ф   |                           | Still                           |                        |
| 2018      | кор |                           | Dead Birds                      | Саския Дженсен         |
| 2018      | кор |                           | The Plunge                      | Эмили                  |
| 2018      | ф   |                           | Lie of You                      | Кэти                   |
| 2019      | с   | Пиарщица                  | Flack                           | Ив                     |
| 2023      | с   | Рой                       | The Swarm                       | Сара Томпсон           |